# Tutti a squola
Tutti a squola è un film del 1979 diretto da Pier Francesco Pingitore.
La pellicola vede Pippo Franco nel ruolo del protagonista.

## Trama
L'integerrimo prof. Filippo Bottini Detto Pippo è un insegnante "vecchia maniera" in una scuola romana. Egli vorrebbe una scuola stile libro Cuore ma si scontra con la dura realtà dell'insegnamento moderno ed in particolare con i fermenti degli anni settanta: scioperi, occupazioni, studenti armati, colleghe femministe. Travolto dagli eventi si troverà sempre più nel gorgo della contestazione post-sessantottina fino a diventare un corriere della droga. Verrà arrestato ed incarcerato, ma grazie al rilascio su cauzione cui ha provveduto la sua collega Lalla, con la quale nel frattempo aveva intrapreso una relazione, riuscirà a riscattarsi.